# Bill Dees
William Marvin Dees (Borger (Texas), 24 de enero de 1939 – 24 de octubre de 2012) fue un músico y compositor estadounidense conocido por su colaboración con el cantante Roy Orbison.

## Carrera
Dees tovcaba la guitarra y cantaba en un grupo llamado The Five Bops haciendo sus primeras grabaciones con Norman Petty en un estudio de Clovis (Nuevo Mexico) en mayo de 1958. Posteriormente se reconvirtieron en los The Whirlwinds, ganando reconocimiento en la radio local de Amarillo (Texas). Dees dirigió sus pasos a Nashville, donde conocería a Roy Orbison y se convirtió en colaborador del cantante británico para sus grabaciones para la Monument Records, con éxitos como "Oh, Pretty Woman" y "It's Over".
En 1967, Dees coescribió todas las canciones de la banda sonora de Orbison The Fastest Guitar Alive para la MGM.
Más allá de sus trabajos para Orbison, Bill Dees escribió centenares de canciones para artistas como Johnny Cash, Loretta Lynn, Skeeter Davis, Glen Campbell, Billy Joe Royal, Frank Ifield, Mark Dinning y Gene Pitney. En 2000, grabó su propio álbum titulado Saturday Night at the Movies, una compilación de canciones previamente grabadas por Orbison que fueron escritas para él.
Bill Dees vivió en New Boston (Texas) durante muchos años, donde continuó escribiendo e interpretando. Posteriormente, se trasladaría a Branson (Missouri) y continuó escribiendo junto a su colaborador Jack Pribek hasta su muerte en 2012.